# Oral Fixation, Vol. 2
Oral Fixation Vol. 2 (с англ. — «Оральная фиксация, часть вторая») — седьмой студийный альбом колумбийской певицы Шакиры, выпущенный 28 ноября 2005 года на лейбле Epic Records.

## История создания

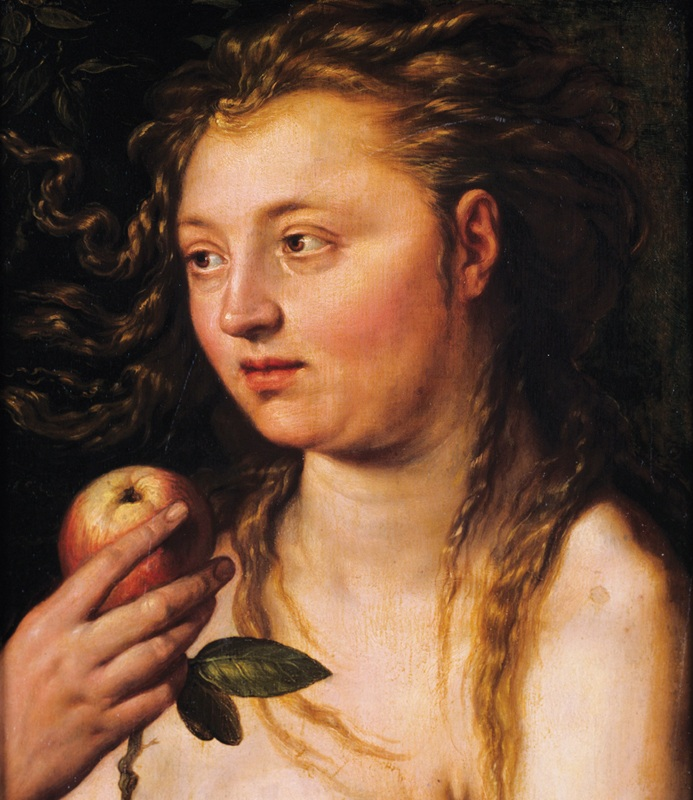
Вдохновением для обложки альбома послужил библейский образ Евы

В 2001 году Шакира добилась международного успеха с англоязычным альбомом Laundry Service и вскоре приступила к записи следующего диска на испанском языке. Написав около 60 песен, певица решила разделить альбом на две части и поставила перед собой задачу «выбрать [свои] любимые треки» для обеих пластинок. Fijación Oral, Vol. 1 включает в себя испаноязычные композиции, в то время как в Oral Fixation, Vol. 2 вошли песни на английском языке. Поначалу Шакира рассказывала, что во вторую часть войдут абсолютно новые треки, хотя в конечном итоге в неё вошли англоязычные версии двух песен с первого альбома. В работе над диском, помимо самой певицы, принимали участие Лестер Мендес и Луис Фернандо Очоа, с которыми она сотрудничала ранее, а также Густаво Серати, Хосе «Гочо» Торрес, Тим Митчелл, The Matrix, Джери Дюплесси и Вайклеф Жан. Тексты практически всех песен и большую часть музыки написала сама певица.
Вдохновением для обложки двух альбомов послужила Ева, первая женщина. По словам Шакиры, «обложка первого альбома более фрейдистская, а вторая больше напоминает Юнга, ведь Ева — универсальный архетип». Она пыталась «сохранить единство между двумя обложками и решила использовать иконографию Эпохи Возрождения». На обложке первого альбома изображена Шакира с новорождённой девочкой на руках; на обложке второго диска Шакира стоит рядом с деревом, где сидит маленькая девочка и тянется за яблоком, которое певица держит в руке. Обе обложки, как утверждала Шакира, ссылаются на теорию психоаналитика Зигмунда Фрейда о том, что младенцы начинают познавать мир через рот на оральной стадии психосексуального развития. Журнал Complex включил обложку Oral Fixation, Vol. 2 в свой рейтинг 100 самых сексуальных альбомных обложек всех времён, назвав её «самым ярким изображением Евы в райском саду, которое мы можем себе представить».

## Восприятие

### Реакция критиков
| Совокупная оценка    | Совокупная оценка |
| Источник             | Оценка            |
| -------------------- | ----------------- |
| Metacritic           | 74/100            |
| Оценки критиков      |                   |
| Источник             | Оценка            |
| AllMusic             | [ 1 ]             |
| Blender              | [ 10 ]            |
| Boston Herald        | [ 11 ]            |
| Entertainment Weekly | B−                |
| The Guardian         | [ 12 ]            |
| Los Angeles Times    | [ 13 ]            |
| PopMatters           | 9/10              |
| Rolling Stone        | [ 15 ]            |
| Slant                | [ 16 ]            |
| Stylus               | B−                |

Oral Fixation, Vol. 2 получил положительные отзывы критиков. На сайте-агрегаторе Metacritic его оценка составила 74 балла из 100 возможных. Стивен Томас Эрлевайн с сайта AllMusic поставил диску четыре балла из пяти, подчеркнув, что это, «безусловно, не легкомысленная данс-поп-пластинка», а «совершенно серьёзный, изысканный поп-рок-альбом». По мнению обозревателя, Oral Fixation, Vol. 2 — это «поп-альбом, но нестандартный». Рецензент также отметил, что диск значительно отличается не только от его предшественника, но и от каждого альбома в дискографии Шакиры, и даже от любой другой поп-пластинки 2005 года. Мэтт Цибула с сайта PopMatters назвал  Oral Fixation, Vol. 2 «лучшим поп-альбомом 2005 года». Алексис Петридис из британской газеты The Guardian подчеркнул, что «Oral Fixation — это звучание совершенно уникального голоса в однообразном мире». Агустин Гурза из Los Angeles Times назвал альбом «в целом сильной работой», которая находится «непосредственно в русле современной американской поп- и рок-музыки».
Дэвид Брауни из Entertainment Weekly высказал мнение, что «под экзотической одёжкой Oral Fixation скрывается довольно обычная поп-музыка — более оточенная, чем у Рики Мартина, но вряд ли оригинальная». По мнению обозревателя, «хотя это не первый случай, когда латиноамериканский артист взял курс на Северную Америку и практически потерял контроль над штурвалом на пути к своей цели, Oral Fixation — одна из самых разочаровывающих пластинок. Невзирая на музыкальные ингредиенты, имеющиеся в распоряжении певицы, Шакира преподносит довольно безвкусное блюдо». Обозреватель журнала Slant Сэл Чинкемани отметил, что слабая сторона некоторых треков — это «мейнстримный хук, нацеленность на радио, стирающие личность Шакиры, которая отличает её от конкурентов». Барри Уолтерс из журнала Rolling Stone подчеркнул, что хотя «англоязычным текстам и исполнению Шакиры по-прежнему не хватает уверенности, присущей её испаноязычным композициям, Oral Fixation удаётся сохранить музыкальную убедительность, которую отвоевал Fijacion Oral». Рецензент журнала Stylus Эдвард Окулич выразил мнение, что Oral Fixation «устанавливает гармоничное равновесие между творческой смелостью экстремальных песен, которые звучат как грамотная поп-музыка, и заурядными треками, добротно сделанными и запоминающимися». Окулич отметил, что «Шакира демонстрирует, что оригинальные поп-композиции могут прекрасно сосуществовать с коммерческими интересами, и в обоих смыслах альбом представляет собой нечто вроде триумфа».

## Список композиций
| №   | Название                                          | Автор(ы)                                                      | {{{extra_column}}} | Длительность |
| --- | ------------------------------------------------- | ------------------------------------------------------------- | ------------------ | ------------ |
| 1.  | «How Do You Do»                                   | Shakira, L. Christy, S. Spock, G. Edwards                     | Shakira            | 3:45         |
| 2.  | «Illegal» (featuring Carlos Santana)              | Shakira, Lester Mendez                                        | Shakira            | 3:53         |
| 3.  | «Hips Don't Lie» (featuring Wyclef Jean)          | Wyclef Jean, Shakira, Oscar Arfanno, LaTravia Parker          | Shakira            | 3:38         |
| 4.  | «Animal City»                                     | Shakira, L. F. Ochoa                                          | Shakira            | 3:15         |
| 5.  | «Don't Bother»                                    | Shakira, L. Christy, S. Spock, G. Edwards, H. Reid, L. Hailey | Shakira            | 4:17         |
| 6.  | «The Day and the Time» (featuring Gustavo Cerati) | Shakira, Pedro Aznar, L. F. Ochoa, Gustavo Cerati             | Shakira            | 4:22         |
| 7.  | «Dreams for Plans»                                | Shakira, B. Buckley                                           | Shakira            | 4:02         |
| 8.  | «Hey You»                                         | Shakira, T. Mitchell                                          | Shakira            | 4:09         |
| 9.  | «Your Embrace»                                    | Shakira, T. Mitchell                                          | Shakira            | 3:32         |
| 10. | «Costume Makes the Clown»                         | Shakira, B. Buckley                                           | Shakira            | 3:12         |
| 11. | «Something»                                       | Shakira, L. F. Ochoa                                          | Shakira            | 4:21         |
| 12. | «Timor»                                           | Shakira                                                       | Shakira            | 3:32         |

## Синглы альбома
- "Don't Bother" (сентябрь 2005)
- "Hips Don't Lie" (февраль 2006)
- "Illegal" (14 ноября 2006)

## Награды альбома

### MTV Video Music Awards
- Лучшая хореография — Hips Don’t Lie

### People’s Choice Awards
- Лучшая поп песня — Hips Don’t Lie

### BMI Awards
- Лучший рингтон — «Hips Don’t Lie»

### Latin Billboard Awards
- Лучший латинский дуэт — Shakira and Wyclef Jean